# Attaneuria ruralis
Attaneuria ruralis is een steenvlieg uit de familie borstelsteenvliegen (Perlidae). De wetenschappelijke naam van de soort is voor het eerst geldig gepubliceerd in 1861 door Hagen.